# Gyilkos elmék: Túl minden határon
A Gyilkos elmék: Túl minden határon (eredeti cím: Criminal Minds: Beyond Orders) 2016 és 2017 között vetített amerikai televíziós sorozat, a Gyilkos elmék sorozat spin-offja. A műsor alkotója Erica Messer, a történet pedig egy olyan ügynökséget követ nyomon, akik külföldön eltűnő amerikai polgárok után nyomoznak. A főbb szereplők közt megtalálható Gary Sinise, Alana de la Garza, Daniel Henney, Tyler James Williams és Annie Funke. A sorozat bevezetője a Gyilkos elmék 10. évadának 19. részében volt.
Az Amerikai Egyesült Államokban a CBS adta le 2016. március 16. és 2017. május 17. között, Magyarországon az AXN mutatta be 2016. augusztus 24-én.

## Cselekmény
A sorozat az FBI egy elit csapatának, az IRT-nek (International Response Team) az ügyeit követi nyomon. A Jack Garrett ügynök által vezetett csapat külföldi országokban eltűnt amerikai állampolgárok után nyomoz és igyekszik előkeríteni őket.

## Szereplők
| Szereplő        | Színész              | Magyar hang    |
| --------------- | -------------------- | -------------- |
| Jack Garrett    | Gary Sinise          | Csankó Zoltán  |
| Clara Seger     | Alana De La Garza    | Németh Kriszta |
| Matt Simmons    | Daniel Henney        | Papp Dániel    |
| Russ Montgomery | Tyler James Williams | Kovács Lehel   |
| Mae Jarvis      | Annie Funke          | Pekár Adrienn  |

## Epizódok
| Évad | Évad | Részek száma | Részek száma | Eredeti sugárzás  | Eredeti sugárzás | Eredeti adó | Magyar sugárzás     | Magyar sugárzás    | Magyar adó |
| Évad | Évad | Részek száma | Részek száma | Évadbemutató      | Évadzáró         | Eredeti adó | Évadbemutató        | Évadzáró           | Magyar adó |
| ---- | ---- | ------------ | ------------ | ----------------- | ---------------- | ----------- | ------------------- | ------------------ | ---------- |
|      | 1.   | 13           | 13           | 2016. március 16. | 2016. május 25.  | CBS         | 2016. augusztus 24. | 2016. november 16. | AXN        |
|      | 2.   | 13           | 13           | 2017. március 8.  | 2017. május 17.  | CBS         | 2017. május 10.     | 2017. augusztus 2. | AXN        |